# About Us (G Flip)
About Us è il primo album in studio della cantautrice australiana G Flip, pubblicato il 30 agosto 2019 dalla Future Classic.

## Tracce
1. Lover – 3:27
2. I Am Not Afraid – 3:46
3. Drink Too Much – 3:40
4. Morning – 3:57
5. Waking Up Together – 4:17
6. Stupid – 3:26
7. Killing My Time – 3:37
8. Bring Me Home – 4:38
9. About You – 4:07
10. 2 Million – 3:45

## Classifiche
| Classifica (2019) | Posizione massima |
| ----------------- | ----------------- |
| Australia         | 6                 |